# 宮﨑泉
- 宮﨑泉
- 宮崎泉

宮﨑 泉（みやざき いずみ、1959年〈昭和34年〉2月21日 - ）は、日本の政治家。和歌山県知事（公選第23代）。和歌山県教育長、和歌山県副知事などを務めた。

## 来歴
和歌山市出身。和歌山市立野崎小学校、和歌山市立河北中学校、和歌山県立桐蔭高等学校を経て、大阪大学卒業後、1982年に和歌山県庁入庁。県人事課長、知事室長を歴任した後、2019年から2025年3月まで和歌山県教育長、2025年4月から和歌山県副知事を務めた。副知事就任直後の4月15日に岸本周平知事が急死したため、知事の職務代理を務めた。2025年6月の和歌山県知事選挙では自民・公明・立憲・国民・社民・和歌山県・町村会などの推薦を受けて立候補し、当選した。
家族は妻と一男一女、女児の孫がいる。